# Cabildo de Lanzarote

Escut del Cabildo Insular de Lanzarote

El Cabildo de Lanzarote és l'òrgan de govern de l'illa de Lanzarote (Canàries) (Espanya). Com tots els cabildos, va ser format a partir de la Llei de Cabildos de 1912, i és la forma governativa i administrativa pròpia de les Illes Canàries, que complix dues funcions principalment. D'una banda, presta serveis i exerceix competències pròpies de la Comunitat Autònoma i per una altra, és l'entitat local que governa l'illa.

## Presidents del Cabildo de Lanzarote
- Domingo Armas Martinón: 16 de març de 1913 - 1 de gener de 1916
- Rafael Ramírez Vega: 1 de gener de 1916 - 3 de gener de 1918
- Francisco Fernández Arata: 3 de gener de 1918 – 1 d'abril de 1920
- Fernando Cerdeña Bethencourt: 1 d'abril de 1920 - 30 de gener de 1924
- Adolfo Topham Martinón: 30 de gener de 1924 – 16 d'abril de 1924 (?)
- Rafael Cabrera Martinón 1 d'abril de 1924 - 1 de febrer de 1926
- Carlos Sáenz Infante: 1 de febrer de 1926 – 6 d'abril de 1930
- Fernando Cerdeña Bethencourt (2a vegadaz): 6 d'abril de 1930 – 15 d'abril de 1931
- Casto Martínez González: 15 d'abril de 1931 – 16 d'abril de 1931
- Tomás Lubary González: 16 d'abril de 1931 - 4 de maig de 1931
- Carlos Franquis Gil: 4 de maig de 1931 - 3 d'octubre de 1931
- José López Betancort: 3 d'octubre de 1931 - 31 d'agost de 1933
- Sebastián Velázquez Cabrera 31 d'agost de 1933 – 22 d'abril de 1935
- José Bethencourt González 22 d'abril de 1935 - 7 de març de 1936
- Félix Pérez Camacho: 7 de març de 1936 – 1 d'agost de 1936
- José Bethencourt González (2a vegada): 1 d'agost de 1936 - 3 d'agost de 1936
- Miguel Cabrera Martinón 3 d'agost de 1936 - 3 de desembre de 1936
- Manuel Arencibia Suárez 3 de desembre de 1936 - 30 de març de 1938
- Isidro López Socas: 30 de març de 1938 - 28 de setembre de 1938
- Augusto Lorenzo Quintana: 28 de setembre de 1938 - 13 d'octubre de 1949
- José María de Paíz García: 13 d'octubre de 1949 – 23 d'abril de 1951
- Francisco Matallana Cabrera: 23 d'abril de 1951 - 2 d'agost de 1953
- Bonifacio Villalobos Guerrero: 2 d'agost de 1953 - 23 d'agost de 1955
- Esteban Armas García: 23 d'agost de 1955 - 8 de febrer de 1960
- José Ramírez Cerdá: 8 de febrer de 1960 - 20 de setembre de 1974
- Francisco Gómez Ruiz: 20 de setembre de 1974 - 23d'abril de 1977
- Agustín Acosta Cruz: 23 d'abril de 1977 - 10 d'octubre de 1978
- Nicolás de Páiz Pereyra: 10 d'octubre de 1978 – 19 d'abril de 1979

Des de 1979
| No. | Nom                                        | Inici                 | Fi                    | Partit |
| --- | ------------------------------------------ | --------------------- | --------------------- | ------ |
| 1.  | Antonio Lorenzo Martín                     | 19 d'abril de 1979    | 23 de maig de 1983    | ??     |
| 2.  | Enrique Pérez Parrilla                     | 23 de maig de 1983    | 30 de juny de 1987    | PSOE   |
| 3.  | Nicolás de Páiz Pereyra (2ª vez)           | 30 de juny de 1987    | 21 de juny de 1991    | CDS    |
| 4.  | Dimas Martín Martín                        | 21 de juny de 1991    | 7 d'agost de 1993     | PIL    |
| 5.  | Sebastiana (Chana) Perera Brito            | 7 d'agost de 1993     | 21 de juny de 1994    | PIL    |
| 6.  | Enrique Pérez Parrilla (2ªvez)             | 21 de juny de 1994    | 23 de juny de 1995    | PSOE   |
| 7.  | Juan Carlos Becerra Robayna                | 23 de juny de 1995    | 6 de setembre de 1996 | PIL    |
| 8.  | Pedro Manuel de Armas San Ginés            | 6 de setembre de 1996 | 10 de març de 1997    | PIL    |
| 9.  | Enrique Pérez Parrilla (3ªvez)             | 10 de març de 1997    | 21 de juny de 2003    | PSOE   |
| 10. | Dimas Martín Martín (2n cop)               | 21 de juny de 2003    | 14 de juliol de 2004  | PIL    |
|     | Mario Pérez Hernández (accidental)         | 10 de gener de 2004   | 26 de juliol de 2004  | CC     |
| 11. | María José Docal Serrano                   | 26 de juliol de 2004  | 23 de febrer de 2005  | PIL    |
|     | Plácida Guerra Cabrera (accidental)        | 18 de febrer de 2005  | 23 de febrer de 2005  | PIL    |
| 12. | Francisco Domingo Cabrera García           | 23 de febrer de 2005  | 20 de juny de 2005    | PP     |
|     | María Dolores Luzardo de León (accidental) | 14 de juny de 2005    | 30 de juny de 2005    | PP     |
| 13. | Inés Nieves Rojas de León                  | 30 de juny de 2005    | 22 de juny de 2007    | CC     |
| 14. | Manuela Armas Rodríguez                    | 22 de juny de 2007    | 17 d'octubre de 2009  | PSOE   |
| 15. | Pedro San Ginés Gutiérrez                  | 17 d'octubre de 2009  | Actualitat            | CC     |